# یونگاس بولیوی
یونگاس بولیوی (به اسپانیایی: Los Yungas) یک منطقهٔ مسکونی و جنگل در بولیوی است.